# Nicole Brochlitz
Nicole Brochlitz (* 20. Januar 2004 in Dresden) ist eine deutsche Basketballspielerin.

## Werdegang
Brochlitz wurde am Sportgymnasium Chemnitz gefördert, an dem sie 2022 ihre Hochschulreife erlangte. Sie spielte im Jugend- und Damenbereich für den Verein ChemCats Chemnitz. In der Saison 2021/22 wurde Brochlitz als beste Spielerin der Weiblichen Nachwuchs-Basketball-Bundesliga ausgezeichnet, nachdem sie mit den Sächsinnen das Endspiel um die deutsche U18-Meisterschaft erreicht hatte, das allerdings verloren wurde. Für die Chemnitzer Damen kam sie in derselben Spielzeit in der 2. Bundesliga auf einen Mittelwert von 14,2 Punkten je Begegnung.
In der Sommerpause 2022 holte Trainerin Sidney Parsons, unter der Brochlitz in der deutschen U18-Auswahl spielte, die 1,70 Meter große Aufbauspielerin zum Bundesligisten TK Hannover. Bei der U18-EM 2022 erreichte Brochlitz mit der deutschen Auswahl den vierten Platz. Nachdem sie mit Hannover 2023 deutsche Pokalsiegerin sowie Vizemeisterin geworden war, wechselte Brochlitz zur Spielzeit 2023/24 innerhalb der Bundesliga nach Nördlingen zur BG Donau-Ries.
Im Mai 2024 vermeldete Bundesligist Mitteldeutscher BC ihre Verpflichtung.